# ユーロビジョン・ソング・コンテスト1999
ユーロビジョン・ソング・コンテスト1999こと第44回ユーロビジョン・ソング・コンテスト(Eurovision Song Contest Israel 1999/ヘブライ語表記"אירוויזיון 1999")は1999年5月29日(土曜日)にイスラエルの首都エルサレムの国際コンベンションセンター（通称：Usshishkin Hall）で行われた。イスラエルでの開催は2回目で、1979年と同じ会場になった。

製作はイスラエル放送局(iba)、プレゼンターは、歌手のダフナ(1992年出場)、ニュース・キャスターのイーガル・ラヴィド、女優のシーガル・・シャハモン。史上初の3人体制で、ヘブライ語、英語、フランス語の3言語を使用した。放送時間は3時間14分。

## イスラエルでの開催
当初、イスラエルでの開催は危ぶまれていた。その理由の一つは、イスラエル放送局の財政問題。今一つは、イスラエルでの開催地をもたらした、1998年の優勝者ダナ・インターナショナルが性転換者であったことを、正統派ユダヤ教徒たちが快く思っていなかったという問題。最終的には、イスラエルでの開催は実行されたが、その日程はコンテスト史上最も遅いものになった。

## 参加国
23ヶ国
以下参加国の出場回数及び中継テレビ局一覧(各国本部のみ記載)
- (22)　iba イスラエル放送局

- (2)　LRT リトアニア国営放送
- (5)　etv エストニア・テレビ
- (6)　TVP ポーランド・テレビ
- (6)　BHT ボスニア・ヘルツェゴビナ・テレビ
- (6)　SLO スロベニア放送
- (7)　HRT クロアチア放送
- (12)　TVM テレビ・マルタ
- (13)　アイスランド国営放送
- (18)　ΡΙΚ キプロス放送協会
- (22)　トルコ国営放送
- (30)　デンマーク放送協会
- (33)　アイルランド放送協会(RTÉ1)
- (35)　RTP ポルトガル国営テレビ
- (37)　オーストリア放送協会
- (39)　NRK ノルウェー放送協会(NRK1)
- (39)　SVT スウェーデン・テレビ
- (39)　テレビシオン・エスパニョーラ
- (41)　オランダ放送協会
- (42)　英国放送協会
- (42)　フランス2
- (42)　 ベルギー・フランス語共同体放送

　　・BRTN ベルギー・オランダ語放送
- (43)　ドイツ公共放送連盟

( )内数字は参加回数

不出場乍ら中継放送を実施した局
・YLE フィンランド国営放送　
・ERT ギリシャ国営放送　 
・LTV ラトビア・テレビ
・TVR ルーマニア・テレビ
・オスタンキノ・チャンネル1
・SSR SRG スイス放送協会

## 規則の変更
- 「自国の言語で歌わなければならない」という1977年からの規則が廃止された。
12ヶ国が英語での歌唱を選択し、母語での歌唱は11ヶ国にとどまった。
- 従来、伴奏は生演奏に限るとしていたが、経費節減を理由にこれも廃止。
この大会ではオーケストラを用意していないため、参加者全員がカラオケ持参ということになった。
- 欧州放送連合の運営資金を支える「Big4」(イギリス、ドイツ、フランス、スペインの4ヶ国)は特別枠として、今後、予選なしで参加する権利が得られるということも告知された。

## 結果
| 曲順 | 国名                     | 言語                                 | アーティスト名                                                         | 曲目                                                                | 順位 | 得点 |
| ---- | ------------------------ | ------------------------------------ | ---------------------------------------------------------------------- | ------------------------------------------------------------------- | ---- | ---- |
| 01   | リトアニア               | サモギティア語                       | Aistė アイティア                                                       | Strazdas                                                            | 20   | 13   |
| 02   | ベルギー                 | 英語                                 | Vanessa Chinitor ヴァネッサ・シニトール                                | Like the Wind (オランダ語：Hoog op de wind)                         | 12   | 38   |
| 03   | スペイン                 | スペイン語                           | Lydia リディア                                                         | No quiero escuchar                                                  | 23   | 1    |
| 04   | クロアチア               | クロアチア語                         | Doris Dragović ドリス・ドラゴヴィッチ                                  | Marija Magdalena                                                    | 4    | 118  |
| 05   | イギリス                 | 英語                                 | Precious プレシャス                                                    | Say It Again                                                        | 12   | 38   |
| 06   | スロベニア               | 英語                                 | Darja Švajger ダリヤ・スヴァヤジャ                                     | For a Thousand Years (スロベニア語：Še tisoč let)                   | 11   | 50   |
| 07   | トルコ                   | トルコ語                             | Tuğba Önal トゥーバ・エナル                                            | Dön Artık                                                           | 16   | 21   |
| 08   | ノルウェー               | 英語                                 | Stig Van Eijk スティグ・フォン・エイク                                 | Living My Life Without You                                          | 14   | 35   |
| 09   | デンマーク               | 英語                                 | Trine Jepsen & Michael Teschl トリーネ・イェブセン&ミケル・テス        | This Time I Mean It (デンマーク語：Denne gang)                      | 8    | 71   |
| 10   | フランス                 | フランス語                           | Nayah ネイヤー                                                         | Je veux donner ma voix                                              | 19   | 14   |
| 11   | オランダ                 | 英語                                 | Marlayne マレーヌ                                                      | One Good Reason                                                     | 8    | 71   |
| 12   | ポーランド               | ポーランド語                         | Mietek Szcześniak ミーテク・シチェスニアク                             | Przytul mnie mocno                                                  | 18   | 17   |
| 13   | アイスランド             | 英語                                 | Selma セルマ・ビョルンスドッティル                                     | All Out of Luck                                                     | 2    | 146  |
| 14   | キプロス                 | ギリシャ語                           | Μαρλέν Αγγελίδου マーレイン                                            | Θά 'ναι έρωτας(英語：In the name of love)                           | 22   | 2    |
| 15   | スウェーデン             | 英語                                 | Charlotte Nilsson シャーロッテ・ニルソン                               | Take Me to Your Heaven (スウェーデン語：Tusen och en natt)          | 1    | 163  |
| 16   | ポルトガル               | ポルトガル語                         | Rui Bandeira ルイ・バンデーラ                                          | Como tudo começou (英語:You can take my hand)                       | 21   | 12   |
| 17   | アイルランド             | 英語                                 | The Mullans モランズ                                                   | When You Need Me                                                    | 17   | 18   |
| 18   | オーストリア             | 英語                                 | Bobbie Singer ボビー・シンガー                                         | Reflection                                                          | 10   | 65   |
| 19   | イスラエル               | ヘブライ語                           | Eden エデン                                                            | Happy birthday (יום הולדת)                                          | 5    | 93   |
| 20   | マルタ                   | 英語                                 | Times Three タイムズ・スリー                                           | Believe 'n Peace                                                    | 15   | 32   |
| 21   | ドイツ                   | ドイツ語、トルコ語、英語、ヘブライ語 | Sürpriz スープリーズ                                                   | Reise nach Jerusalem – Kudüs'e seyahat (英語：Journey to Jerusalem) | 3    | 140  |
| 22   | ボスニア・ヘルツェゴビナ | ボスニア語、フランス語               | Dino & Béatrice Poulot\|Béatrice ディノ・メルリン & ベアトリス・プーロ | Putnici                                                             | 7    | 86   |
| 23   | エストニア               | 英語                                 | Evelin Samuel & Camille イヴリン・サミュエル＆カミーユ                 | Diamond of Night (エストニア語：Langevate tähtede aeg)              | 6    | 90   |

表彰式では優勝したスウェーデンが、ダナ・インターナショナルから授与するはずだったトロフィーが落とされるハプニングがあった。

## 歌詞
各曲の歌詞については以下を参照のこと

Diggiloo Thrush